# نیروی زمینی ارتش آزادی‌بخش خلق
نیروی زمینی ارتش آزادی‌بخش خلق (انگلیسی: People's Liberation Army Ground Force) نیروی زمینی ارتش چین است، که یکی از ۵ نیروی زیرمجموعه ارتش آزادی‌بخش خلق و بزرگترین سازمان این ارتش محسوب می‌شود.

## تاریخچه
در فوریه ۱۹۴۹ تعداد زیادی از تیپ‌ها و لشکرهای موجود در قالب حداکثر هفتاد گروه متشکل از سه لشکر سازماندهی شدند. در حالی که برخی، مانند ارتش اول، بیش از پنجاه سال دوام آوردند، تعدادی از آنها به سرعت در اوایل دهه ۱۹۵۰ ادغام و منحل شدند. به نظر می‌رسد که بیست درصد یا حتی بیشتر از هفتاد گروه جدید تا سال ۱۹۵۳ منحل شدند؛ تنها در سال ۱۹۵۲، ارتش‌های سوم، چهارم، دهم، هفدهم، هجدهم و نوزدهم منحل شدند.
ارتش آزادی‌بخش خلق چین شامل واحدهای اصلی و منطقه‌ای مسلح متعارف بود که در سال ۱۹۸۷ بیش از ۷۰ درصد از ارتش آزادی‌بخش خلق چین را تشکیل می‌دادند. این ارتش دفاع متعارف خوبی ارائه می‌داد، اما در سال ۱۹۸۷ پتانسیل تهاجمی محدودی داشت و برای جنگ هسته‌ای، بیولوژیکی یا شیمیایی به خوبی مجهز نبود. نیروهای اصلی شامل حدود ۳۵ گروه ارتش، شامل ۱۱۸ لشکر پیاده، ۱۳ لشکر زرهی و ۳۳ لشکر توپخانه و ضدهوایی، به علاوه ۷۱ هنگ مستقل و ۲۱ گردان مستقل از نیروهای عمدتاً پشتیبانی بودند. نیروهای منطقه‌ای شامل ۷۳ لشکر دفاع مرزی و نیروهای پادگانی به علاوه ۱۴۰ هنگ مستقل بودند.
در سیستم قدیمی، یک ارتش میدانی شامل سه لشکر پیاده تا حدی موتوری و دو هنگ توپخانه و ضدهوایی بود. هر لشکر بیش از ۱۲۰۰۰ پرسنل در سه هنگ پیاده، یک هنگ توپخانه، یک هنگ زرهی و یک گردان توپخانه ضدهوایی داشت. سازماندهی انعطاف‌پذیر بود و رده‌های بالاتر می‌توانستند نیروها را برای نبرد در اطراف هر تعداد لشکر پیاده تنظیم کنند. حداقل از لحاظ تئوری، هر لشکر زرهی و توپخانه مخصوص به خود را داشت - سطح تجهیزات واقعی فاش نشده و احتمالاً متفاوت بود - و دارایی‌ها در سطح ارتش و در واحدهای مستقل می‌توانستند در صورت نیاز تقسیم شوند.
در سال ۱۹۸۷ ارتش‌های میدانی جدید معمولاً شامل ۴۶۳۰۰ سرباز در حداکثر چهار لشکر بودند که گمان می‌رود شامل عناصر پیاده‌نظام، زره‌پوش، توپخانه، پدافند هوایی، هوابرد و پشتیبانی هوایی باشند. اگرچه قرار بود ارتش‌های میدانی جدید نشان‌دهندهٔ حرکت به سمت عملیات‌های ترکیبی باشند، اما به دلیل کمبود مکانیزاسیون، همچنان از پیاده‌نظام پشتیبانی‌شده توسط زره‌پوش، توپخانه و سایر واحدها تشکیل می‌شدند. ۱۳ لشکر زرهی هر کدام ۳ هنگ و ۲۴۰ تانک اصلی جنگی داشتند، اما فاقد پشتیبانی کافی از پیاده‌نظام مکانیزه بودند.
شواهد کمی از استفاده از نفربرهای زرهی در طول درگیری مرزی چین و ویتنام در سال ۱۹۷۹ وجود داشت و تانک‌ها به عنوان توپخانه متحرک و به عنوان پشتیبانی برای پیاده‌نظام استفاده می‌شدند. نیروهای توپخانه بر توپ‌های یدک‌کش، هویتزرها و راکت‌اندازهای چندگانه سوار بر کامیون تأکید داشتند. در دهه ۱۹۸۰ برخی از توپخانه‌های خودکششی وارد خدمت شدند، اما ارتش آزادی‌بخش خلق چین همچنین راکت‌اندازها را به عنوان جایگزینی ارزان‌تر اما نه کاملاً مؤثر برای توپ‌های خودکششی تولید کرد. انواع تجهیزات ساختمانی، پل‌سازی متحرک، کامیون‌ها و موتورهای اصلی وجود داشت. یک راکت‌انداز چندگانه جدید برای پخش مین‌های ضدتانک در سال ۱۹۷۹ ظاهر شد، اما تجهیزات مین‌گذاری و مین‌روبی همچنان کمیاب بود.
نیروهای منطقه‌ای متشکل از نیروهای تمام‌وقت ارتش آزادی‌بخش خلق چین بودند که به عنوان لشکرهای مستقل برای مأموریت‌های پادگانی سازماندهی شده بودند. لشکرهای پادگانی، واحدهای ثابت و توپخانه‌ای سنگین بودند که در امتداد خط ساحلی و مرزها در مناطقی که احتمال حمله وجود داشت، مستقر بودند. نیروهای منطقه‌ای نسبت به همتایان نیروی اصلی خود، تسلیحات کمتری داشتند و در آموزش شبه‌نظامیان مشارکت داشتند. آنها واحدهای ارتش آزادی‌بخش خلق چین بودند که معمولاً برای برقراری نظم در طول انقلاب فرهنگی استفاده می‌شدند. هنگامی که مائو در ۱ اکتبر ۱۹۴۹ جمهوری خلق چین را اعلام کرد، ارتش آزادی‌بخش خلق چین، یک ارتش دهقانی ۴٫۹ میلیون نفری بود. پس از مدتی، روند خلع سلاح نیروهای آموزش ندیده و از نظر سیاسی غیرقابل اعتماد آغاز شد که منجر به کاهش قدرت ارتش شد.
در قرن بیست و یکم، ارتش آزادی‌بخش خلق چین همچنان در حال انجام اصلاحات، آزمایش‌ها، نوسازی و بازسازی قابل توجهی برای مقابله با تهدیدات بالقوه و افزایش قابلیت‌های خود است. لشکرها به تیپ‌های تسلیحاتی ترکیبی کوچک می‌شوند که در گروه‌های ارتشی با آمادگی بالا سازماندهی مجدد می‌شوند. رده لشکرها به تدریج حذف می‌شود و تنها تعداد محدودی از ساختارهای لشکر باقی می‌مانند. در حالی که اندازه نیروی زمینی ارتش آزادی‌بخش خلق چین در چند دهه گذشته کاهش یافته است، عناصر فناوری‌محور مانند نیروهای عملیات ویژه، هوانوردی ارتش (هلیکوپترها)، موشک‌های زمین به هوا و واحدهای جنگ الکترونیک همگی به سرعت گسترش یافته‌اند.
آخرین دکترین عملیاتی نیروی زمینی ارتش آزادی‌بخش خلق چین بر اهمیت فناوری اطلاعات، جنگ الکترونیک و اطلاعاتی و حملات دقیق دوربرد در جنگ‌های آینده تأکید می‌کند. سیستم‌های فرماندهی، کنترل و ارتباطات مبتنی بر تلفن/رادیوی نسل قدیمی‌تر، جای خود را به شبکه‌های اطلاعاتی یکپارچه میدان نبرد می‌دهند، که شامل شبکه‌های محلی/گسترده، ارتباطات ماهواره‌ای، سیستم‌های نظارت و شناسایی مبتنی بر هواپیماهای بدون سرنشین و مراکز فرماندهی و کنترل سیار هستند.